# 張伯端

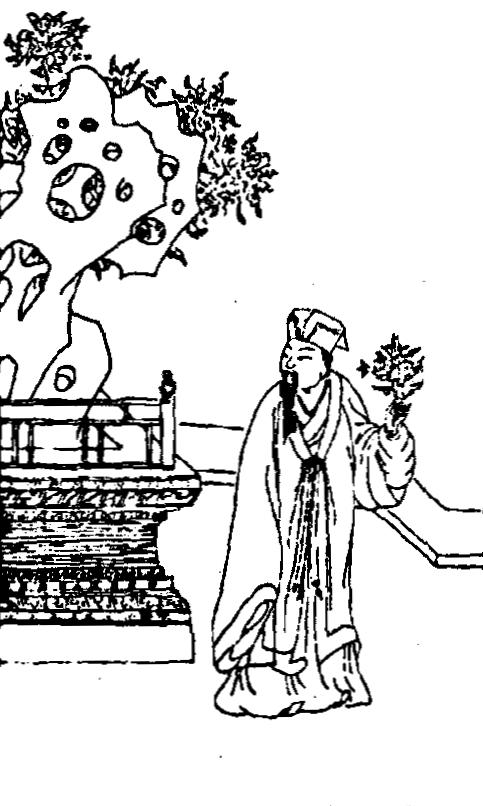
張伯端

張 伯端（ちょう はくたん、987年 - 1082年）は、北宋末の道士。字は平叔、またの名は用成、号は紫陽。後に紫陽真人と尊称され、全真道の南五祖の初代とされた。台州天台県平橋（現在の浙江省台州市天台県平橋鎮）の人。

## 生涯
若年の頃から道に親しみ、若くして科挙の勉学をし、儒・仏・道の三教の典籍を渉猟し、刑法・書算・医卜・戦陣・天文・地理・吉凶死生の術まで精通していたが、金丹の法については口訣を得られず理解できずにいた。府吏を勤めていたとき、火焼文書律に触れたことにより、嶺南に遣わされた。治平元年（1064年）、龍図閣直学士の陸詵に随行して桂州へ転任した。
熙寧2年（1069年）に陸詵に随行して成都へ転任し、ついに真人（一説では劉海蟾とされる）に出会い金液還丹火候の訣を授けられて（一説では、青城丈人に出会い、金液還丹の妙道を得た）全てを理解することができた。これによって金丹が成り、本源真覚の性を究めて道を悟り、用成と改名し、紫陽と号した。
修煉が成就すると、熙寧8年（1075年）『悟眞篇』（zh）を著した。この丹経は後世に『周易参同契』と並ぶ内丹の古典となった。『金丹四百字』『玉清金笥青華秘文金宝内煉丹訣』を含めたその著作とされる丹経は道蔵に収められている。『歴世眞仙體道通鑑』（zh）巻四十九の伝によれば、その功は非常に高く、陽神を出すことができ、座して出神し、千里も離れた揚州の珍しい花を取って来たことがあったという。聚（あつ）まれば形を成し散ずれば気と成るのが陽神である。『悟眞篇』を編んだ7年後の元豊5年（1082年）、張伯端は96歳で没した。趺坐しての逝去だったという。

## 思想と道統
七言絶句等の漢詩によって書かれた『悟眞篇』の隠喩に満ちた難解な文章の意図する所は、道家と仏家と儒家は教えは異なれどその道は一つに帰すると考え、性命の修煉という観点から三教の思想を融合させた。修養は、仏家の様に性功（精神の修行）だけでは肉体の束縛を免れず煩悩が残り、命功（肉体の修行）だけでは心は迷妄を離れることができず、修命（養形）と修性（養神）は相離れず不可分であり兼修こそが死生の真実を知りうる最上乗の法であるとして、性命双修（zh）を提唱した。その修煉は先ず命功を修め、その後に心性を究める先命後性の丹法である。仏家の頓悟円通・真如覚性によって究極空寂の本源に帰ることを以て、煉神還虚の奥義を解釈した。
張伯端は禅に傾倒し、雲門宗の雪竇重顕に師事したという。禅の灯史の一つ『嘉泰普灯録』巻二四には「應化聖賢」の一人として張伯端の伝を収めている。
南宋以後、全真の祖師として奉じられ、紫陽真人と尊称された。打坐見性を取り入れたその丹法は、南宋以降に北宗・南宗などに分かれる内丹道に規範として影響を与えた。
道統は張伯端から石泰 - 薛道光 - 陳楠 - 白玉蟾と継承され、五名は宋代以降の内丹道士から南五祖（zh）と称された。王重陽の北宗（zh）に対して、張伯端の法系は全真教の南宗（zh）と呼ばれた。張伯端 - 劉永年 - 翁葆光の系譜もあるとされる。

## 著作
- 『悟眞篇』
- 『金丹四百字』
- 『玉清金笥青華秘文金宝内煉丹訣』

## 伝記資料
- 『歴世眞仙體道通鑑』
- 『古今圖書集成』
- 『臨海縣志』